# David Lean
Sir David Lean, CBE (25. března 1908 – 16. dubna 1991) byl britský filmový režisér, scenárista, střihač a producent, který se stal známým svými velkorozpočtovými filmy jako Most přes řeku Kwai (1957), Lawrence z Arábie (1962) nebo Doktor Živago (1965). Za první dva zmíněné filmy obdržel Oscara za režii, za všechny tři pak Zlatý glóbus. Jeho filmy celkem, i s technickými a hereckými kategoriemi, vyhrály 28 Oscarů. Za romantické drama Pouto nejsilnější (1945) získal velkou cenu na festivalu v Cannes, za komedii Buď, anebo (1954) Zlatého medvěda na festivalu v Berlíně. K jeho významným snímkům patří také dickensovské adaptace (Nadějné vyhlídky, Oliver Twist), romantické snímky Letní opojení a Ryanova dcera, či koloniální drama Cesta do Indie, jímž se s filmovým plátnem rozloučil. Roku 1974 obdržel Cenu britské akademie (BAFTA) za celoživotní dílo, roku 1990 mu podobnou cenu udělil Americký filmový institut. V roce 1984 byl uveden do šlechtického stavu. Byl šestkrát ženatý.